# Milan Foot-Ball and Cricket Club 1912-1913
Questa voce raccoglie le informazioni riguardanti il Milan Foot-Ball and Cricket Club nelle competizioni ufficiali della stagione 1912-1913.

## Stagione

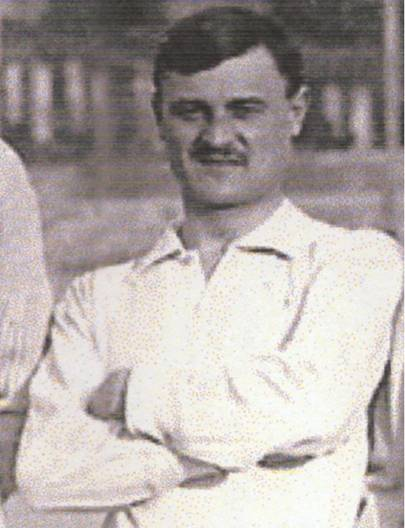
Giuseppe Rizzi, al Milan dal 1902 al 1906 e dal 1910 al 1913.

Questa stagione è una pietra miliare del campionato italiano di calcio: il torneo è infatti allargato anche alle squadre centro-meridionali.
I rossoneri superano il turno di qualificazione vincendo il girone ligure-lombardo davanti al Genoa e all'Inter ma giungono solo terzi nel girone finale dell'Italia Settentrionale non qualificandosi al turno successivo. Causa principale dei risultati deludenti è una crisi societaria: altra conseguenza di questa incertezza ai vertici è il passaggio di Aldo Cevenini all'Inter poco prima dell'inizio del campionato. La perdita di questo attaccante, decisivo in più occasioni insieme a Louis Van Hege, si farà sentire per diverse stagioni.
Nel 1912 il Milan cambia per la seconda volta la sede societaria trasferendosi dalla Birreria Spatenbräu di via Foscolo 2 alla Bottiglieria Franzini in via Mercanti 1.

## Divise
| Casa | Trasferta |

## Organigramma societario
Area direttiva
- Presidente: Piero Pirelli
- Vice presidente: Gilberto Porro Lambertenghi
- Segretario: Luigi Bianco

Area tecnica
- Direttore sportivo: Giannino Camperio
- Allenatore: Piero Peverelli (commissione tecnica)

## Rosa
| N. |                        | Ruolo | Calciatore                |
| -- | ---------------------- | ----- | ------------------------- |
|    | Italia (bandiera)      | P     | Luigi Barbieri            |
|    | Italia (bandiera)      | P     | Enrico Malerba            |
|    | Italia (bandiera)      | D     | Renzo De Vecchi           |
|    | Italia (bandiera)      | D     | Marco Sala                |
|    | Inghilterra (bandiera) | C     | Emyl Croom                |
|    | Argentina (bandiera)   | C     | Cesare Lovati             |
|    | Italia (bandiera)      | C     | Giuseppe Rizzi (capitano) |
|    | Inghilterra (bandiera) | C     | John Robert Roberts       |

| N. |                    | Ruolo | Calciatore          |
| -- | ------------------ | ----- | ------------------- |
|    | Italia (bandiera)  | C     | Alessandro Scarioni |
|    | Italia (bandiera)  | C     | Attilio Trerè       |
|    | Uruguay (bandiera) | A     | Júlio Bavastro      |
|    | Italia (bandiera)  | A     | Romolo Ferrario     |
|    | Italia (bandiera)  | A     | Pietro Lana         |
|    | Belgio (bandiera)  | A     | Camille Nys         |
|    | Belgio (bandiera)  | A     | Louis Van Hege      |
|    | Italia (bandiera)  |       | Ulisse Baruffini    |

## Risultati

### Prima Categoria

#### Girone ligure-lombardo

##### Girone di andata
| Arbitro: | Calì (Genova) |

|                                            |           |  |
| Ferrario 5’ Nys 15’ Van Hege 25’, 35’, 71’ | Marcatori |  |

| Arbitro: | Scamoni (Torino) |

|             |           |                                  |
| Binaghi 65’ | Marcatori | 30’ Roberts 90’ (rig.) De Vecchi |

| Arbitro: | Scamoni (Torino) |

|                   |           |                        |
| Bontadini III 42’ | Marcatori | 40’ Rizzi 46’ Van Hege |

| Arbitro: | Meazza (Milano) |

|                                                       |           |  |
| Ferrario 19’, 49’, 51’, 84’ Van Hege 55’, 66’ Nys 70’ | Marcatori |  |

| Arbitro: | Scamoni (Torino) |

|                                        |           |  |
| Ferrario 19’ Nys 24’, 43’ Van Hege 80’ | Marcatori |  |

##### Girone di ritorno
| Arbitro: | Calì (Genova) |

|  |           |                                    |
|  | Marcatori | 5’ Ferrario 57’ (aut.) Bruciamonti |

| Milano 2 marzo 1913 7ª giornata | Milan           | 1 – 0 | Racing Libertas | Campo Milan di Porta Monforte\| Arbitro: \| Meazza (Milano) \| |
| Arbitro:                        | Meazza (Milano) |       |                 |                                                                |

| Arbitro: | Goodley (Torino) |

|              |           |  |
| Trerè II 76’ | Marcatori |  |

| Arbitro: | Goodley (Torino) |

|                                |           |                                |
| Sardi II 10’ Fresia 87’ (rig.) | Marcatori | 33’, 47’ Van Hege 86’ Ferrario |

| Arbitro: | Resegotti (Milano) |

|                                  |           |              |
| Grant 1’, 4’, 69’ Mc Pherson 24’ | Marcatori | 39’ Van Hege |

#### Girone finale nazionale
Non verranno svolti gli incontri già giocati durante i gironi regionali, per cui Milan-Genoa 4-0 e Genoa-Milan 4-1 valgono come due giornate.

##### Girone di andata
| Arbitro: | Valvassori (Torino) |

|                    |           |  |
| Ara 9’ Zorzoli 46’ | Marcatori |  |

| Arbitro: | Scamoni (Torino) |

|                                       |           |  |
| Van Hege 58’, 69’ Rizzi 74’ Croom 89’ | Marcatori |  |

| Arbitro: | Goodley (Torino) |

|                                              |           |       |
| Lana Ferrario Croom ?’ (rig.), ?’ (rig.) Nys | Marcatori | Costa |

| Arbitro: | Tessari (Padova) |

|  |           |                        |
|  | Marcatori | 15’, 60’, 72’ Van Hege |

##### Girone di ritorno
| Milano 13 aprile 1913 5ª giornata | Milan            | 0 – 0 | Pro Vercelli | Campo Milan Porta Monforte\| Arbitro: \| Goodley (Torino) \| |
| Arbitro:                          | Goodley (Torino) |       |              |                                                              |

| Arbitro: | Scamoni (Torino) |

|                               |           |  |
| Varese 15’ Serasso 22’ (rig.) | Marcatori |  |

| Arbitro: | Resegotti (Milano) |

|  |           |                       |
|  | Marcatori | 3’ Rizzi 10’ Van Hege |

| Arbitro: | Goodley (Torino) |

|          |           |             |
| Croom ?’ | Marcatori | ?’ Casalini |

## Statistiche

### Statistiche di squadra
| Competizione    | Punti | In casa | In casa | In casa | In casa | In casa | In casa | In trasferta | In trasferta | In trasferta | In trasferta | In trasferta | In trasferta | Totale | Totale | Totale | Totale | Totale | Totale | DR  |
| Competizione    | Punti | G       | V       | N       | P       | Gf      | Gs      | G            | V            | N            | P            | Gf           | Gs           | G      | V      | N      | P      | Gf     | Gs     | DR  |
| --------------- | ----- | ------- | ------- | ------- | ------- | ------- | ------- | ------------ | ------------ | ------------ | ------------ | ------------ | ------------ | ------ | ------ | ------ | ------ | ------ | ------ | --- |
| Prima Categoria | 28    | 9       | 7       | 2       | 0       | 30      | 2       | 9            | 6            | 0            | 3            | 16           | 12           | 18     | 13     | 2      | 3      | 46     | 14     | +32 |

### Statistiche dei giocatori
| Giocatore     | Prima Categoria | Prima Categoria |
| Giocatore     | Presenze        | Reti            |
| ------------- | --------------- | --------------- |
| L. Barbieri   | 17              | -13             |
| U. Baruffini  | 0               | 0               |
| J. Bavastro   | 12              | 0               |
| E. Croom      | 17              | 4               |
| R. De Vecchi  | 14              | 1               |
| R. Ferrario   | 14              | 10              |
| P. Lana       | 5               | 1               |
| C. Lovati     | 4               | 0               |
| E. Malerba    | 4               | 0               |
| C. Nys        | 18              | 5               |
| G. Rizzi      | 12              | 3               |
| J. R. Roberts | 18              | 1               |
| M. Sala       | 17              | 0               |
| A. Scarioni   | 14              | 0               |
| A. Trerè      | 10              | 1               |
| L. Van Hege   | 18              | 17              |